# Habáňovo
Habáňovo este o arie protejată (arie specială de conservare — SAC, sit de importanță comunitară — SCI) din Slovacia întinsă pe o suprafață de 3,32 ha, integral pe uscat.

## Localizare
Centrul sitului Habáňovo este situat la coordonatele 48°35′25″N 19°40′11″E / 48.590278°N 19.669722°E.

## Înființare
Situl Habáňovo a fost declarat sit de importanță comunitară în aprilie 2004 pentru a proteja 1 specie de animale. Situl a fost protejat și ca arie specială de conservare în martie 2004.

## Biodiversitate
Situată în ecoregiunea alpină, aria protejată conține 2 habitate naturale: Mlaștini turboase de tranziție și turbării mișcătoare, Liziere de ierburi înalte hidrofile de câmpie și de nivel montan până la alpin.
La baza desemnării sitului se află o specie protejată de  amfibieni: Triturus montandoni.
Pe lângă speciile protejate, pe teritoriul sitului au mai fost identificate 13 specii de plante, 2 specii de amfibieni, 4 specii de mamifere, 1 specie de reptile.